# Station Villaverde Bajo

Station Villaverde Bajo is een station van de Cercanías Madrid aan lijn C-4 en C-3
Het station ligt in zone A en is gelegen in de buitenwijk Villaverde Alto in de Spaanse hoofdstad Madrid